# هيرنهوت
هرنهوت (بالألمانية: Herrnhut) هي بلدة ألمانية تقع في ألمانيا في ساكسونيا. يقدر عدد سكانها بـ 6,554 نسمة .

## المدن التوأمة
مدينة Bad Boll هي مدينة توأمة لـهرنهوت.

## معرض صور

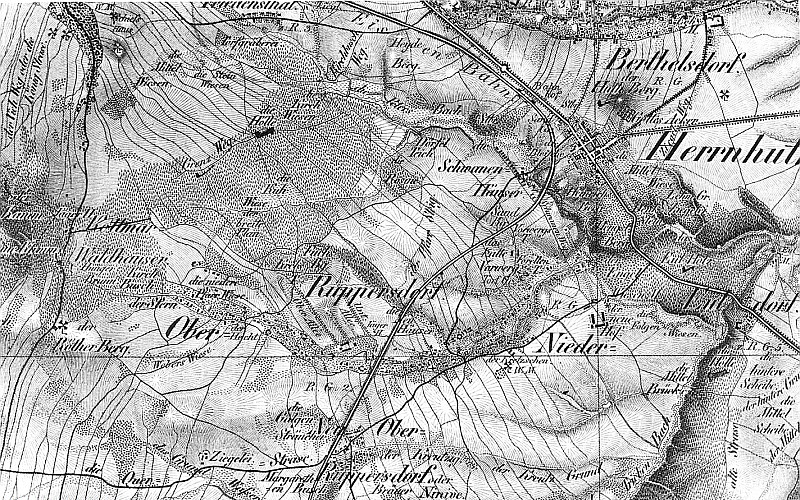
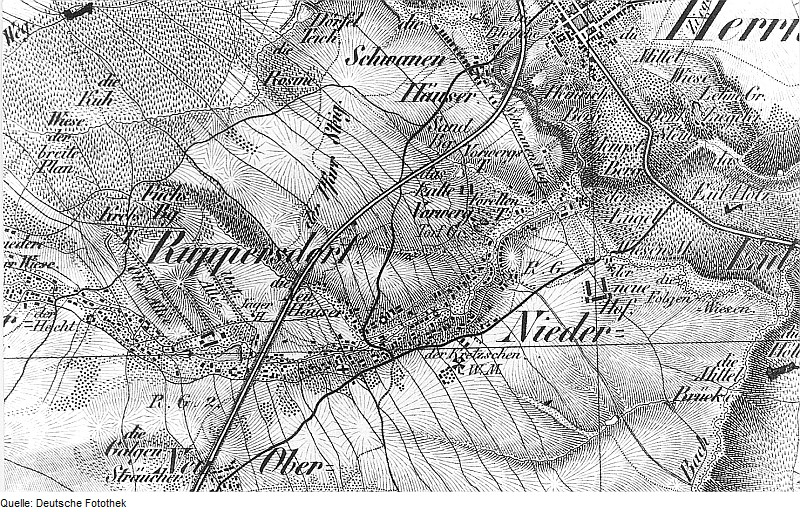
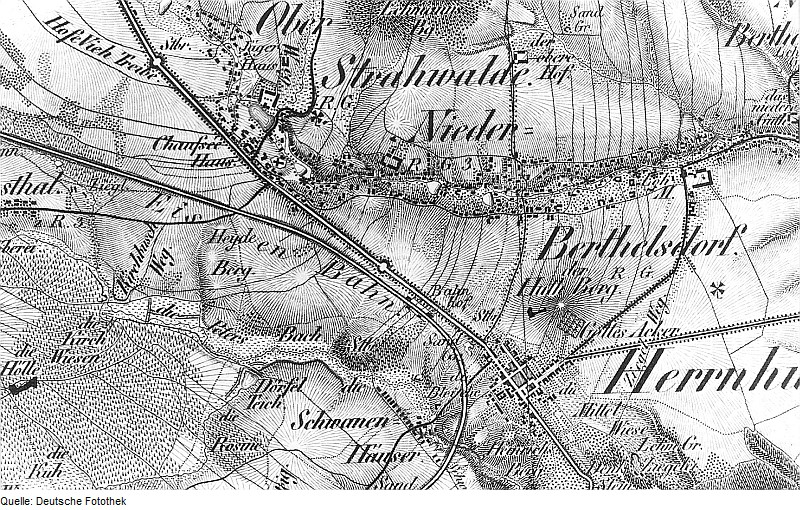

## أعلام
- غوستاف دالمان
- هربرت فيشر
- نيكولاوس زايزندورف
- كريستيان دايفيد
- هوغو ثيودور كريستوف